# Jacques Boigelot
Jacques Boigelot (Uccle, 23 agosto 1929 – Watermael-Boitsfort, 4 marzo 2023) è stato un regista belga.
Ha diretto molti film per la televisione belga-francese. Il suo film del 1970 Pace nei campi ha ricevuto una nomination ai Premi Oscar 1971 nella categoria miglior film straniero.

## Filmografia parziale
- 1951 - La boîte à surprise
- 1953 - Un pays noir
- 1970 - Paix sur les champs